# Bulungihit
Bulungihit is een bestuurslaag in het regentschap Labuhan Batu Utara van de provincie Noord-Sumatra, Indonesië. Bulungihit telt 1976 inwoners (volkstelling 2010).